# 1500.
◄ | 14. stoljeće | 15. stoljeće | 16. stoljeće | ►
◄ | 1470-ih | 1480-ih | 1490-ih | 1500-ih | 1510-ih | 1520-ih | 1530-ih | ►
◄◄ | ◄ | 1497. | 1498. | 1499. | 1500. | 1501. | 1502. | 1503. | ► | ►►
Arhitektura • Astronomija • Glazba • Knjige • Književnost • Kršćanstvo • Medicina • Pravo • Promet • Slikarstvo • Znanost

## Događaji
- 21. travnja – Portugalski moreplovac Pedro Alvares Cabral pristao je uz obale Brazila i proglasio ga portugalskim područjem.

## Rođenja
- 6. siječnja – Ivan Avilski, španjolski svetac († 1569.)
- 3. rujna ili 3. studenog – Benvenuto Cellini, talijanski zlatar i kipar († 1571.)

## Smrti
- 1500. – Miguel da Paz, asturijski princ (* 1498.)

## Vanjske poveznice
|  | Zajednički poslužitelj ima još gradiva o temi 1500. |